# Charlie McGettigan
Charles (Charlie) McGettigan (ur. 7 grudnia 1950 w Ballyshannon w hrabstwie Donegal) – irlandzki piosenkarz. Obecnie przebywa w Drumshanbo w hrabstwie Leitrim.
W 1984 roku zajął trzecie miejsce w irlandzkich preselekcjach do Konkursu Piosenki Eurowizji 1984 z piosenką "Bee Bop Delight", którą napisał sam. W 1987 roku ponownie wystąpił w eliminacjach, tym razem z utworem "Are you shy?", którą również skomponował samodzielnie. Podobnie jak w pierwszym podejściu, udział w irlandzkich selekcjach zakończyły się 3. miejscem. W 1994 roku wystąpił wraz z Paulem Harringtonem w 39. Konkursie Piosenki Eurowizji z utworem "Rock ’n’ Roll Kids" (słowa i muzyka zostały napisane przez irlandzkiego powieściopisarza i kompozytora Brendana J. Grahama), który to konkurs wygrali. Pojawił się gościnnie jako gość w koncercie "Gratulacje: 50 lat Konkursu Piosenki Eurowizji" zorganizowanym przez EBU z okazji 50-lecia Konkursu Piosenki Eurowizji.